# Sede de la Embajada de Portugal en España
La sede de la Embajada de Portugal en España se encuentra en el antiguo palacete de los duques de Híjar. Este edificio está situado en el número 58 del paseo de la Castellana del barrio de Castellana, distrito de Salamanca, Madrid.

## Historia y características
Fue construido entre 1906 y 1908 a partir de un proyecto del arquitecto de moda de la época: Joaquín Saldaña. Se desconoce si fue un encargo del XV duque de Híjar, Alfonso de Silva y Campbell, para su vivienda o la de su hijo y sucesor, que se acababa de casar, Alfonso Silve Fernández de Córdoba. En la década de 1950 fue adquirido por el Gobierno de Portugal para instalar allí la sede de su embajada en Madrid y la residencia del embajador.
Es un palacete u hotel exento retranqueado para dejar espacio para un pequeño jardín. Consta de una planta de 650 m² y tres niveles más semisótano ubicada en un solar triangular. Una vez rebasada la verja de acceso, se accede a un pasadizo lateral que deja al fondo las cuadras y cocheras y en la parte derecha se encuentra un porche aterrazado o puerta cochera que permite el acceso al inmueble sin verse afectado por los elementos.
En el cercano número 64 del paseo de la Castellana se encuentra el palacete de Moreno Benítez, también proyectado por Saldaña y construido en 1904.